# Kiremitli (Karataş)
Kiremitli ist ein Ortsteil (Mahalle) im Landkreis Karataş der türkischen Provinz Adana mit 87 Einwohner (Stand: Ende 2024). Im Jahr 2011 hatte der Ort 135 Einwohner.